# 水海浄成
水海 浄成（みずうみ/おうみの きよなり、生没年不詳）は、奈良時代の女官。姓は毗登、のち連。官位は従五位上・勲六等・命婦。名は清成とも表記される。

## 出自
水海連は、『新撰姓氏録』「河内国諸蕃」によると、応神朝に帰化した百済国人努理使主から出たとある。努理使主は、応神朝に帰化した百済国人であるが、先祖を遡ると、中国周人である。「水海」は「淡海」（おうみ）とも読み、「近江大津宮」を大宝令で「水海」と記した例があり、また『正倉院文書』には校正の淡海大成を「水海大成」と記した例も見られる。連姓以前は毗登姓を名乗っており、これは、聖武天皇の実名である「首」（おびと）と同じく藤原不比等の名前である「史」を避け、かわりに「毗登」に改称したものである。『新撰姓氏録』によると、水海氏の同族には、調首、民首が存在するので、水海毗登は元は水海首ではなかったのか、と佐伯有清は唱えている。

## 経歴
称徳朝の天平神護元年（765年）正月、藤原仲麻呂の乱後の論功行賞で従六位下から外従五位上に叙せられている。この日、白馬の節会の宴が開かれ、五位以上のものはこれに参加し、禄を与えられている。彼女の場合は、叙勲されてはいない。
翌2年（766年）2月、水海毗登清成ら5人の姓を連に改めた、とある。この時、命婦と記されている。
その後、しばらくして、光仁天皇の宝亀8年（778年）正月、足羽黒葛・金刺舎人若島とともに内位の従五位下に昇叙している。

## 官歴
『続日本紀』による
- 時期不詳：従六位下
- 天平神護元年（765年）正月7日：外従五位下
- 時期不詳：命婦
- 天平神護2年（766年）2月21日：連賜姓
- 宝亀8年（777年）正月10日：従五位下（内位）